# Parker Guitars

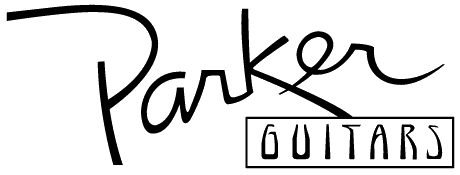

A Parker Guitars amerikai székhelyű hangszergyártó céget Ken Parker hangszerész alapította az 1990-es évek elején a New York állambeli Rochesterben. A vállalkozás 2004 óta a több hangszercéget tömörítő konzorcium, a U.S. Music Corporation része.
A cég elsődleges profilja különlegesen könnyű anyagok felhasználásával elektromos és basszusgitárok gyártása és forgalmazása. A könnyű súlyt különleges fafajták és mesterséges kompozit anyagok alkalmazásával érik el (például mahagóni és szénszálas műanyagok).
2006-ban Ken Parker újabb fejlesztésekbe kezdett. Kifejlesztett egy rendszert, aminek köszönhetően elhangolódás nélkül lehet állítani a nyak magasságát. Más változtatások a gitár fizikai tulajdonságait érintik, mint például a hangrés kialakítása, illetve újabb anyagok használata.

## Termékek
A talán legismertebb Parker gitár a Fly modell volt, mely 1992-ben jelent meg. 2002-ben bemutatkozott a Fly basszusgitár változata 4, illetve 5 húros szerelésben is.
Parker gitárok:
- Parker Fly
- Parker Nitefly
- Parker P-Series